# Mr. Popper pingvinjei (film)
A Mr. Popper pingvinjei (eredeti cím: Mr. Popper's Penguins)  2011-ben bemutatott családi vígjáték, melyet Mark Waters rendezett, az azonos című, 1938-as ifjúsági regény alapján. A főszerepben Jim Carrey látható.

## Cselekménye
Thomas Popper Jr. (Jim Carrey) elvált ingatlanügynök New Yorkban. Apja felfedező volt, aki a fia gyerekkorában rendkívül sokat utazott, ezen időszakok alatt világvevő rádió adóvevőn beszéltek egymással.
Amikor apja meghal, egy szamárpingvint hagy neki örökségül, ami egy fagyasztóládában van. A későbbiekben még öt további pingvin érkezik. Popper eleinte különféle állatmentőknek akarja lepasszolni a pingvineket, majd a helyi állatkertnek, de amikor két gyermeke, Janie és Billy eljönnek Billy születésnapján, a pingvineknek maradniuk kell.
Eközben Popper azt a feladatot kapja a munkaadóitól, hogy szerezzen meg egy régi éttermet, a „Zöld tavernát” (ami a Central parkban van), amit később le akarnak bontani, hogy egy új ingatlant építsenek a helyén. Az étterem tulajdonosa egy idős hölgy, Selma Van Gundy (Angela Lansbury), aki egyáltalán nem akarja eladni azt, legfeljebb olyannak, aki emberileg igazi értékekkel rendelkezik.
A lerázhatatlan pingvinek segítenek Poppernek abban, hogy emberileg közelebb kerüljön a gyerekeihez és újból randevúzzon az anyjukkal, bár Amanda Popper (Carla Gugino) már talált egy férfit magának.
Poppert kirúgják a munkaadói, amikor meglátják otthon a pingvinjeivel bajlódni (Popper minden ablakot nyitva tart és havat lapátol a 300 négyzetméteres lakásba, hogy a pingvinek jól érezzék magukat). Egyszer csak három pingvintojás jelenik meg. Két tojásból kikelnek a fiókák, de a harmadikból jó darabig nem. Popper a harmadik tojás pátyolgatása során veszíti el állását, de nem érinti tragikusan a dolog.
Mivel úgy gondolja, hogy ha a harmadik tojást nem tudja megmenteni, akkor nem alkalmas a pingvinek felnevelésére, ezért az állatkertnek ajándékozza őket. A figyelmét újra a megszerzendő ingatlanra fordítja, és visszatér munkahelyére, mintha mi sem történt volna. Popper megtalálja azt a levelet, ami az első pingvin csomagjával érkezett és amit az apja írt. Apja azt írja neki, hogy nagyon szerette őt és a pingvinek is szeretni fogják őt. Popper rájön, hogy neki is ezt kell tennie a gyerekeivel. Popper gyermekei és felesége csalódottak a pingvinek távozása miatt, ezért együtt elmennek az állatkertbe, hogy visszaszerezzék őket. Gyerekei és felesége közreműködésével Popper kiszabadítja a pingvineket, amiket az állatkert tisztviselője már el akart cserélni és a világ három különböző állatkertjébe küldeni.
A „Zöld taverna” tulajdonosnője, látva, hogy Popper mellett újból ott vannak a gyerekei, és a pingvinekkel is szeretettel bánik, neki ajándékozza az éttermet. Azonban a lebontás helyett Popper tovább működteti az éttermet. Nem sokkal korábban kiderült, hogy ő maga is abban az étteremben rendszeresen találkozott az apjával, amikor az világkörüli útjai során időnként hazatért a családjához.
A történet végén Popper és családja az Antarktiszra megy a pingvinekkel együtt, hogy azok a rokonaikkal élhessenek tovább. Popper első pingvinje, a Kapitány időközben újabb tojást rakott. Popper azt mondja a gyerekeinek, hogy ide majd újból el kell jönniük, hogy megnézzék a kis pingvint, akit az apja egykori rádiós hívójele után „Kopasz sas”-nak nevez el („Bald eagle”).

## Szereposztás
- Jim Carrey – ifjabb Thomas Popper, a film főhőse. Jim Carrey egyben az idősebb Thomas Popper alakítója is, akinek csak a hangját hallhatjuk a film kezdetén.
- Carla Gugino – Amanda Popper, Popper elvált felesége
- Madeline Carroll – Janie Popper, Popper idősebb gyereke
- Maxwell Perry Cotton – Billy Popper, Popper fiatalabb gyereke
- Angela Lansbury – Selma Van Gundy, a „Zöld taverna” tulajdonosa
- Philip Baker Hall – Mr. Franklin, Popper egyik munkaadója
- Dominic Chianese – Mr. Reader, Popper egyik munkaadója
- William Charles Mitchell – Mr. Yates, Popper egyik munkaadója (a stáblistában mint William C. Mitchell)
- Clark Gregg – Nat Jones, az állatkert tisztviselője
- Ophelia Lovibond – Pippi Peponopolisz, Popper titkárnője (öntudatlanul alliterációban beszél, szeret P-betűvel kezdődő szavakat használni)

Cameoszerep:
- Jeffrey Tambor – Mr. Gremmins, Popper első ügyfele a történet elején
- David Krumholtz – Kent
- James Tupper – Rick, Amanda Popper férfibarátja

A pingvinek:
- Parancsnok – a pingvinek vezetője, az elsőnek érkezett pingvin (később kiderül, hogy nőnemű) – mellényén szív alakú fehér folt van
- Nimród – a legügyetlenebb, állandóan nekimegy valaminek
- Büdi – gyakran szellent – fehér farktollai vannak
- Hapsi – szereti megölelgetni a többieket – egy sötét sebhely van a bal mellénél
- Nyafi – a leghangosabb pingvin – fehér foltok vannak a szeme körül
- Csipi – szeret a csőrével csipkedni – a fején közepén fehér csík van

## A film készítése
Eredetileg Ben Stiller játszotta volna Mr. Popper szerepét, és Noah Baumbach lett volna a rendező. A főszerep eljátszására ezek után Owen Wilson, Jack Black és Jim Carrey tűnt alkalmasnak. 2010. szeptember 21-én megerősítették, hogy Carla Gugino is szerepet kap a filmben. A forgatás 2010 októberében kezdődött és 2011 januárjában ért véget.
A Rhythm and Hues Studios készítette a pingvinek animációját. A film zenéjét Rolfe Kent szerezte, a hangszerelést Tony Blondal végezte.

### Forgatási helyszínek
- New York City, New York, USA
- Guggenheim múzeum, New York
- Steiner Studios – 15 Washington Avenue, Brooklyn Navy Yard, Brooklyn, New York City, New York, USA

## Bemutató és fogadtatás
Az Amerikai Egyesült Államokban 2011. június 17-én, Magyarországon június 23-án mutatták be a mozik.

### Bevételi adatok
A film a nyitó hétvégéjén 6,4 millió dolláros bevételt produkált, ezzel a harmadik helyre került a Zöld lámpás és a Super 8 mögött.

### Kritikai visszhang
A filmkritikusok véleményét összegző Rotten Tomatoes 48%-ra értékelte 141 vélemény alapján. A First Stop News 6,8/10-re értékelte, szerintük a film „elbűvölő, de kiszámítható”. Roger Ebert, a Chicago Sun-Times filmkritikusa 1,5 csillagot adott rá a lehetséges 4-ből.

## Érdekességek
- A jelenetek egy részében valódi pingvineket alkalmaztak, hűtött környezetben.
- A pingvineket egész nap leköti, hogy Charlie Chaplin filmeket nézhetnek, és Popper családját is szórakoztatja.
- A film csak lazán kapcsolódik az alapötletet adó 1938-as könyv történetéhez. A könyvben a főhős szobafestő, nem vált el és kedves gyerekei vannak.[7]

## Fordítás
Ez a szócikk részben vagy egészben  a   Mr. Popper's Penguins című angol Wikipédia-szócikk fordításán alapul.  Az eredeti cikk szerkesztőit annak laptörténete sorolja fel. Ez a jelzés csupán a megfogalmazás eredetét és a szerzői jogokat jelzi, nem szolgál a cikkben szereplő információk forrásmegjelöléseként.